# Cashmere (gruppo musicale)
Cashmere è stato un gruppo musicale statunitense noto per il brano Can I del 1984.

## Formazione
- Dwight Ronnel Dukes
- Keith Steward, cantante
- Daryl Burgee, percussioni
- McKinley Horton, tastiera

## Discografia

### Album
| Anno | Album                     | Etichetta    | Piazzamento in classifica | Piazzamento in classifica |
| Anno | Album                     | Etichetta    | US R&B                    | UK Albums                 |
| ---- | ------------------------- | ------------ | ------------------------- | ------------------------- |
| 1983 | Let the Music Turn You On | Philly World | —                         | —                         |
| 1985 | Cashmere                  | Philly World | 49                        | 63                        |

### Brani
| 1983                                          | Do It Anyway You Wanna    | Philly World | 21 | 35 | 87 |
| 1983                                          | Try Your Lovin'           | Philly World | ―  | 75 | 99 |
| 1983                                          | Let the Music Turn You On | Philly World | —  | —  | —  |
| 1984                                          | Can I                     | Philly World | ―  | 48 | 29 |
| 1984                                          | Tracks of My Tears        | Fermata      | ―  | —  | —  |
| 1985                                          | We Need Love              | Philly World | ―  | 68 | 52 |
| 1985                                          | Keep Me Up                | Philly World | ―  | —  | —  |
| "—" indica non distribuito in quel territorio |                           |              |    |    |    |